# Khối Đồng minh không thuộc NATO
Đồng minh không thuộc NATO (tiếng Anh: Major non-NATO ally (MNNA)) là một tổ chức toàn cầu của các quốc gia không thuộc NATO nhưng có liên minh chặt chẽ về kinh tế - chính trị - quân sự với Hoa Kỳ. Mục tiêu của tổ chức này là cùng với NATO tăng cường sự hiện diện cùng sức ảnh hưởng của mình lên hầu hết các khu vực trên khắp thế giới. Những thành viên trong khối không chỉ thực hiện các nhiệm vụ quân sự với Hoa Kỳ mà còn làm hậu phương vững chắc giúp nước này tham chiến chống lại chủ nghĩa khủng bố cũng như can thiệp vào các điểm nóng xung đột trên toàn cầu, đặc biệt là tại Bắc Phi và Trung Đông.

## Danh sách thành viên
Nhiệm kỳ Ronald Reagan:
- Úc (1987)[1]
- Ai Cập (1987)[1]
- Israel (1987)[1]
- Nhật Bản (1987)[1]
- Hàn Quốc (1987)[1]

#### Nhiệm kỳBill Clinton:
- Jordan (1996)[2]
- New Zealand (1997)[3]
- Argentina (1998)[4]

#### Nhiệm kỳGeorge W. Bush:
- Bahrain (2002)[5]
- Đài Loan (2003)[6]
- Philippines (2003)[7]
- Thái Lan (2003)[8]
- Kuwait (2004)[9]
- Maroc (2004)[10]
- Pakistan (2004)[11]

#### Nhiệm kỳBarack Obama:
- Cộng hòa Hồi giáo Afghanistan (2012-2021)[12][13]
- Tunisia (2015)[14]

#### Nhiệm kỳDonald Trump:
- Brasil (2019)[15][16]

#### Nhiệm kỳJoe Biden:
- Qatar (2022)[17][18]
- Colombia (2022)[18][19]
- Kenya (2024)

## Tham gia
- Chiến tranh chống khủng bố (2001 - 21)
- Chiến tranh Iraq (2003 - 2010)
- Chiến tranh Afghanistan (2001 - 21)
- Nội chiến Libya (2011)
- Nội chiến Syria (2011 - Nay)
- Xung đột Thái Lan - Campuchia (2008 - 11)
- Tranh chấp các đảo trên Biển Đông (1989 - Nay)
- Xung đột trên Bán đảo Triều Tiên (1948 - Nay)
- Tranh chấp các đảo ở Biển Nhật Bản
- Tranh chấp các đảo trên Biển Hoa Đông
- Bất ổn chính trị tại Myanmar (1988 - 2012)
- Chương trình hạt nhân của Iran (2004 - Nay)
- Chương trình hạt nhân của Triều Tiên (2001 - Nay)